# Yukinobu Hoshino
Yukinobu Hoshino (星野 之宣, Hoshino Yukinobu, Kushiro, 29 januari 1954) is een Japans mangaka. Hij studeerde aan de Aichi Universiteit voor Schone Kunsten, maar maakte zijn studies niet af. Hoshino debuteerde in 1975 met Kotetsu no Queen. Zijn Harukanaru Asa won de Tezuka Prijs. In 1976 tekende hij Blue City voor Weekly Shonen Jump. In 2008 won hij een prijs op het Japan Media Arts Festival voor Munakata Kyouju Ikouroku.

## Stijl
Oorspronkelijk was Hoshino's stijl gelijkaardig aan die van Mikiya Mochizuki. Zijn vroege werk bevat ook humoristische momenten. Later stapte hij over op de gekiga stijl. Hij tekent gekiga sciencefiction verhalen op basis van Amerikaanse en Europese sciencefiction romans, maar wijkt vaak af van de verhaallijnen waar hij inspiratie uit put. Hij schrijft ook manga over de antieke en prehistorische geschiedenis. Zijn bekendste werk is 2001 Nights.
Het British Museum hield een tentoonstelling over Hoshino's werk van 5 november 2009 tot 3 januari 2010.

## Oeuvre

### Manga
- Kotetsu no Queen (鋼鉄のクイーン)
- Harukanaru Asa (はるかなる朝)
- Blue City (ブルーシティー)
- Blue Hole (ブルー　ホール)
- Kyojintachi no Densetsu (巨人たちの伝説)
- 2001 Nights (2001夜物語)
- Yamataika (ヤマタイカ)
- Munakata Kyoju Denkiko (宗像教授伝奇考)
- Saber Tiger
- Kodoku Experiment
- Star Dust Memories
- 2001+5
- Kamunabi
- El Alamein no Shinden (エル・アラメインの神殿)
- Professor Munakata's British Museum Adventure[3]

### Kunstboeken
- STAR FIELD（1986年、双葉社）
- CHRONICLE（1996年、朝日ソノラマ）

- Bibliothèque nationale de France: cb12516051v (data)
- CiNii: DA12552445
- Gemeinsame Normdatei: 1161436863
- International Standard Name Identifier: 0000 0003 6613 5816
- Library of Congress Control Number: nb2012000822
- Bibliotheek van het Japanse parlement: 00256328
- Système universitaire de documentation: 170948218
- Virtual International Authority File: 230384830
- WorldCat: E39PBJmMXtY8WGPGt7QPCDKTpP